# Polska Formuła Mondial Sezon 1991
Polska Formuła Mondial Sezon 1991 – trzeci sezon Polskiej Formuły Mondial. Mistrzem został Andrzej Godula (Estonia 21), a tytuł międzynarodowego mistrza Polski zdobył Mindaugas Dainauskas.

## Kalendarz wyścigów
| Runda | Data               | Tor    | Pole position        | Najszybsze okrążenie | Zwycięzca (kierowcy) | Zwycięzca (zespoły) |
| ----- | ------------------ | ------ | -------------------- | -------------------- | -------------------- | ------------------- |
| 1     | 18–19 maja         | Poznań | Darius Jonušis       | ?                    | Aleksandr Potiechin  | MADI                |
| 2     | 14–15 czerwca      | Kielce | Darius Jonušis       | ?                    | Darius Jonušis       | STK Elfa            |
| 3     | 13–14 lipca        | Poznań | Darius Jonušis       | ?                    | Mindaugas Dainauskas | Faeton              |
| 4     | 7–8 września       | Poznań | Mindaugas Dainauskas | ?                    | Mindaugas Dainauskas | Faeton              |
| 5     | 27–28 września     | Kielce | Darius Jonušis       | ?                    | Valdas Jonušis       | STK Elfa            |
| 6     | 11–13 października | Poznań | Ulf Johansson        | ?                    | Darius Jonušis       | STK Elfa            |

## Klasyfikacja kierowców
| Legenda oznaczeń w tabelach wyników Wyświetl szablon na nowej stronie | Legenda oznaczeń w tabelach wyników Wyświetl szablon na nowej stronie                                                                     |
| Oznaczenie                                                            | Wyjaśnienie |
| --------------------------------------------------------------------- | --- |
| Złoty                                                                 | Zwycięzca lub mistrzostwo |
| Srebrny                                                               | 2. miejsce lub wicemistrzostwo |
| Brązowy                                                               | 3. miejsce lub II wicemistrzostwo |
| Zielony                                                               | Ukończył, punktował (w klasyfikacji generalnej, gdy zdobył co najmniej jeden punkt na przestrzeni sezonu, poza trzema powyższymi opcjami) |
| Niebieski                                                             | Ukończył, nie punktował (w klasyfikacji generalnej, gdy nie zdobył co najmniej jednego punktu na przestrzeni sezonu)                      |
| Czerwony                                                              | Nie zakwalifikował się (NZ) |
| Czerwony                                                              | Nie prekwalifikował się (NPK) |
| Różowy                                                                | Nie ukończył (NU) |
| Różowy                                                                | Niesklasyfikowany (NS) (w klasyfikacji generalnej, gdy nie został sklasyfikowany w żadnym wyścigu sezonu)                                 |
| Czarny                                                                | Zdyskwalifikowany (DK) |
| Czarny                                                                | Wykluczony (WYK/EX) |
| Biały                                                                 | Nie wystartował (NW) |
| Biały                                                                 | Kontuzjowany (K/INJ) |
| Biały                                                                 | Wyścig odwołany (OD/C) |
| Bez koloru                                                            | Został wycofany (WYC/WD) |
| Bez koloru                                                            | Nie przybył (NP/DNA) |
| Bez koloru                                                            | Nie brał udziału w treningach (NT/DNP) |
| Bez koloru                                                            | Nie został zgłoszony (–) |
| Pogrubienie                                                           | Start z pole position |
| Kursywa                                                               | Najszybsze okrążenie wyścigu |
| †                                                                     | Nie ukończył, ale jego rezultat został zaliczony ze względu na przejechanie więcej niż 90% dystansu wyścigu.                              |
| *                                                                     | Sezon w trakcie |
| 1/2/3                                                                 | Punktowana pozycja w sprincie kwalifikacyjnym                                                                                             |
| Lista systemów punktacji Formuły 1                                    | |

| Poz.                                          | Kierowca                 | Zespół                        | POZ | POZ | KIE | TOR | KIE | POZ | Punkty |
| --------------------------------------------- | ------------------------ | ----------------------------- | --- | --- | --- | --- | --- | --- | ------ |
| 1                                             | Andrzej Godula           | Automobilklub Krakowski       | 4   | 5   | 3   | NU  | 4   | 15  | 99     |
| 2                                             | Artur Skwarzyński        | Autoklub Rzemieślnik Warszawa | NU  | 7   | 2   | NU  | 3   | 6   | 92     |
| 3                                             | Krzysztof Woźniak        | Automobilklub Wielkopolski    | -   | 8   | 12  | 2   | 5   | 9   | 86     |
| 4                                             | Bohdan Leśniak           | Autoklub Rzemieślnik Warszawa | 5   | 6   | 11  | 4   | NU  | 12  | 83     |
| 5                                             | Tomasz Sikora            | Automobilklub Kielecki        | 6   | 9   | 13  | 9   | 9   | 16  | 56     |
| 6                                             | Cezary Czub              | Autoklub Rzemieślnik Warszawa | NU  | NU  | 17  | 3   | 6   | 13  | 52     |
| 7                                             | Bogdan Pawlak            | AP Warszawa                   | 7   | 14  | 14  | 7   | -   | 20  | 45     |
| 8                                             | Tytus Tuszyński          | Autoklub Rzemieślnik Warszawa | 8   | -   | -   | NU  | 7   | 14  | 37     |
| 9                                             | Wojciech Gąsecki         | Automobilklub Morski          | 11  | 11  | 16  | NU  | 10  | 17  | 33     |
| 10                                            | Grzegorz Kamiński        | Automobilklub Toruński        | 15  | 17  | -   | 6   | 8   | NU  | 33     |
| 11                                            | Mariusz Podkalicki       | Automobilklub Szczeciński     | -   | -   | 9   | NU  | -   | 11  | 32     |
| 12                                            | Janusz Sączyński         | Automobilklub Morski          | 10  | 10  | 15  | -   | NU  | 21  | 29     |
| 13                                            | Adam Sowa                | Autoklub Rzemieślnik Warszawa | 9   | 13  | -   | -   | -   | -   | 18     |
| 14                                            | Kazimierz Brach          | Automobilklub Morski          | NU  | -   | 6   | NU  | NU  | NU  | 17     |
| 15                                            | Józef Gutmacher          | Automobilklub Szczeciński     | -   | -   | 10  | -   | -   | -   | 13     |
| 16                                            | Hieronim Kochański       | Autoklub Rzemieślnik Warszawa | -   | NU  | -   | 8   | -   | -   | 11     |
| 17                                            | Witold Witkowski         | Automobilklub Szczeciński     | NU  | 12  | 18  | -   | -   | -   | 11     |
| 18                                            | Jerzy Fontański          | Automobilklub Częstochowski   | -   | 15  | -   | -   | -   | 18  | 11     |
| 19                                            | Ireneusz Trzeszczkowski  | Automobilklub Toruński        | 12  | NU  | -   | NU  | -   | -   | 7      |
| 19                                            | Józef Liszczak           | Automobilklub Szczeciński     | -   | -   | -   | NU  | 11  | -   | 7      |
| 21                                            | Paweł Mickiewicz         | Autoklub Rzemieślnik Warszawa | 13  | -   | NU  | -   | NU  | -   | 6      |
| 22                                            | Andrzej Fontański        | Automobilklub Częstochowski   | 14  | -   | -   | -   | -   | NU  | 5      |
| 22                                            | Jarosław Podsiadło       | Automobilklub Kielecki        | -   | NU  | -   | -   | -   | 19  | 5      |
| 24                                            | Ryszard Plucha           | AP Warszawa                   | -   | 16  | -   | -   | NU  | -   | 4      |
| 25                                            | Marek Głowacki           | Automobilklub Szczeciński     | NU  | 19  | -   | -   | -   | -   | 2      |
| 25                                            | Marek Szymczyk           | Autoklub Rzemieślnik Warszawa | -   | -   | -   | -   | -   | 22  | 2      |
| 27                                            | Marek Nowak              | Autoklub Rzemieślnik Warszawa | -   | -   | 20  | -   | -   | -   | 1      |
| 27                                            | Przemysław Walknowski    | Automobilklub Szczeciński     | -   | -   | -   | -   | -   | 23  | 1      |
| Kierowcy niedopuszczeni do zdobywania punktów |                          |                               |     |     |     |     |     |     |        |
| NS                                            | Mindaugas Dainauskas     | Faeton                        | 2   | 2   | 1   | 1   | 2   | 2   | 0      |
| NS                                            | Darius Jonušis           | STK Elfa                      | NU  | 1   | NU  | -   | DK  | 1   | 0      |
| NS                                            | Valdas Jonušis           | STK Elfa                      | NU  | 3   | 7   | -   | 1   | 8   | 0      |
| NS                                            | Aleksandr Potiechin      | MADI                          | 1   | -   | -   | -   | -   | 5   | 0      |
| NS                                            | Aleksandr Miedwiedczenko | Sowieckaja Armia Kijów        | 3   | -   | -   | -   | -   | -   | 0      |
| NS                                            | Ulf Johansson            | Taxinge MK                    | -   | -   | -   | -   | -   | 3   | 0      |
| NS                                            | Jan Urbánek              |                               | -   | -   | 4   | -   | -   | 7   | 0      |
| NS                                            | Aleksandr Romaszin       | DOSAAF Borysów                | -   | 4   | -   | -   | -   | -   | 0      |
| NS                                            | Kennerth Persson         | Kennerth Persson Racing       | -   | -   | -   | -   | -   | 4   | 0      |
| NS                                            | Wiktor Gasenko           | Sowieckaja Armia Kijów        | -   | -   | 5   | 5   | -   | -   | 0      |
| NS                                            | Václav Lim               |                               | -   | -   | 8   | -   | -   | -   | 0      |
| NS                                            | Andriej Krietow          | DOSAAF Moskwa                 | -   | -   | -   | -   | -   | 10  | 0      |